# R·A·米尔斯
R·A·米尔斯，CBE（英語：Rachel Ann Mills）是一位英国地球化学家，南安普敦大学海洋化学教授，曾带领研究探险队使用潜水器前往偏远的深海区域。